# Plinthocoelium suaveolens
Espèce
Synonymes
- Callichroma elegans Haldeman, 1847 nec Olivier, 1790
- Cerambyx suaveolens Linnaeus, 1768
- Plinthocoelium elegans Haldeman, 1847
- Plinthocoelium plicatum Craighead, 1923
- Plinthocoelium splendidum LeConte, 1850
- Plinthocoelium virescens Leng, 1886
- Plinthocoelium smaragdina Casey, 1912
- Plinthocoelium suaveolens smaragdinoides Schmidt, 1924

Plinthocoelium suaveolens est une espèce de coléoptères de la famille des Cerambycidae et de la sous-famille des Cerambycinae.
Il y a deux sous-espèces Plinthocoelium suaveolens suaveolens et Plinthocoelium suaveolens plicatum. On la trouve notamment au Texas.